# Pinus dalatensis
Pinus dalatensis je velká asijská tropická pětijehličná borovice.

## Synonyma
- Pinus wallichiana varieta dalatensis.

## Popis
Stálezelený, jehličnatý, větrosprašný a jednodomý strom, dorůstající do výšky 15-45 m. Kmen dosahuje průměru 2,5 m. Větve jsou vodorovné a silné. Koruna je kuželovitá a trochu otevřená či deštníkovitá. Borka je u mladých stromů pryskyřičnatá a podélně rozpraskaná. Letorosty jsou tenké, chlupaté nebo bez chlupů a lesklé. Jehlice jsou měkké, tenké, stoupající, na horních stranách světle zelené. Vyskytují se ve svazečcích (Fasciculus) po 5; jsou 3-14 cm dlouhé a 0,5-1,25 mm široké, na okrajích pilovité, s průduchy (Stomata) na vnitřních površích. Svazečkové pochvy brzy opadávají.
Samičí (semenné) šištice – šišky (Megastrobilus) jsou úzce elipsoidní až válcovité či srpovitě zahnuté, zprvu žlutohnědé a později dozráváním tmavošedé a visící na 4,5 cm dlouhých stopkách; šišky jsou 5,5-23 cm dlouhé a rozevřené 5-9 cm široké; vyskytují se po jedné nebo v přeslenech po 2-3 . Šupin šišek je 20-30 , největší šupiny jsou 3,3-4,4 cm dlouhé a 3 cm široké. Výrůstky (Apophysis) jsou pevné, tlusté nebo tenké, vpředu tupě klínovité až zaoblené a s přímými až zpětně zahnutými předními okraji. Přírůstek prvního roku (Umbo) je koncový, plochý a 4-10 mm široký. Semena jsou vejčitá, hnědá a 6,7-10,5 mm dlouhá. Křídla semen jsou přirostlá, 15-27 mm dlouhá a 5,5-11 mm široká .

## Příbuznost
Borovice Pinus dalatensis se vyskytuje ve 2 poddruzích a 1 varietě:
- Pinus dalatensis poddruh dalatensis. Letorosty jsou 0,5-0,95 mm široké a chlupaté nebo bez chlupů; šišky jsou 5,5-17 cm dlouhé.
- Pinus dalatensis poddruh procera: Letorosty jsou chlupaté; jehlice jsou 0,7-1,25 mm široké; šišky jsou 9-23 cm dlouhé.
- Pinus dalatensis varieta bidoupensis: Letorosty jsou bez chlupů; výrůstky (Apophysis) jsou tlusté a pevné; základnové šupiny šišek jsou často zpětně zahnuté ke stopce.

## Výskyt
Domovinou borovice Pinus dalatensis je Laos a Vietnam.
Z toho se vyskytuje:
- Pinus dalatensis poddruh dalatensis: v jižní části oblasti výskytu, na Dalatské vysočině.
- Pinus dalatensis poddruh procera: v severní části oblasti výskytu, v pohoří Ngoc Linh.
- Pinus dalatensis varieta bidoupensis: v Dalatské vysočině kolem hory Bi Doup.

## Ekologie
Podhorský až horský strom, rostoucí v rozsahu nadmořských výšek 550-2600 m, roční srážkové úhrny se zde pohybují kolem 1800 mm. Půdy jílovité. Strom roste na skalnatých horských hřebenech v oblastech, kde převládají stálezelené rostliny z čeledi bukovitých (Fagaceae), a někdy roste spolu s borovicemi Pinus kesiya a Pinus krempfii a také s Chamaecyparis hodginsii a dalšími. Strom je mrazuvzdorný pouze do –1 °C.

## Využití člověkem
Strom není pro svou vzácnost nijak využíván ani není nikde pěstován.

## Ohrožení
Borovice Pinus dalatensis je hodnocena organizací IUCN jako téměř ohrožená. Tendence stavu populace tohoto stromu není známa a jednotlivé podpopulace jsou velmi malé a značně izolované, s velmi nízkou regenerační schopností. V jižní části oblasti výskytu tohoto stromu a v nižších nadmořských výškách je strom ohrožován odlesňováním, odlesňováním pro zemědělské účely a budováním infrastruktury, zatímco ve zbývajících oblastech výskytu jsou stanoviště borovice Pinus dalatensis občasně poškozována při kácení Chamaecyparis hodginsii. Borovice Pinus dalatensis se vyskytuje v několika chráněných oblastech ve Vietnamu například v národních parcích Bidoup Núi Bà National Park, Chư Yang Sin National Park, Kon Ka Kinh National Park, v pohoří Ngoc Linh a dalších, a v Laosu v chráněné oblasti Nakai–Nam Theun.